# Leónska stolnica, Nikaragva
Leonska stolnica ali stolnica Marijinega vnebovzetja, znana tudi kot Kraljeva in priznana bazilika Katedrala vnebovzetja Blažene Device Marije (špansko Real e Insigne Basílica de la Asunción de la Bienaventurada Virgen María), je zelo pomembna in zgodovinska znamenitost v mestu León v Nikaragvi. Organizacija Združenih narodov za izobraževanje, znanost in kulturo (UNESCO) je stolnici podelila status svetovne dediščine. Nominacija mesta je tretja nikaragovska kulturna znamenitost, po ruševinah León Viejo in El Güegüense v sklopu Mojstrovine ustne in nematerialne dediščine človeštva.

## Gradnja
Gradnja stolnice je trajala med letoma 1747 in 1814, leta 1860 pa jo je posvetil papež Pij IX. Stolnica je zaradi svoje izrazite arhitekture in posebnega kulturnega pomena ohranila status največje stolnice v Srednji Ameriki in ene najbolj znanih v Ameriki.

## Arhitektura
Arhitekturno zasnovo je leta 1762 razvil gvatemalski arhitekt Diego José de Porres Esquivel. Združuje baročne in neoklasicistične sloge z nekaterimi vplivi gotike, renesanse in mudéjarskega sloga. Tako lahko stavbo uvrstimo v slog eklekticizma.
Stolnica ima pravokoten tloris, splošnega tipa v tistih stoletjih in podobna stolnicam v Limi in Cuzcu v Peruju. Stolpi in fasada so večinoma neoklasicistični. Ima glavno ladjo in štiri stranske ladje, deset obokanih zalivov in dva stolpa na pročelju, ki obkrožata osrednji okrogli pediment, ki označuje položaj ladje. Skoraj vzporedno z največjim oltarjem je postavljena zakristija, katere izboklina lomi pravokotno simetrijo stavbe na južni strani. Notranjost je prostorna in stebri križni; osrednja ladja je ločena s stebri od stranskih ladij, stavbo pa nad križiščem zaključuje velika kupola. Fasada, dvignjena na teraso, združuje baročno predstavo z neoklasicističnim slogom. Okna so obokana, dva stolpa pa imata kitajske kupole. Zaradi robustnosti sten je stolnica preživela potrese, izbruhe vulkana Cerro Negro in vojne.
Pod cerkvijo se začne sedem predorov, ki vodijo do drugih cerkva v mestu. Cerkev ima sedem kleti; zagotavljajo stabilnost v primeru potresov. Ena od teh kleti vodi do rovov, ki vodijo do drugih cerkva v mestu. Nad zemljo ima cerkev 34 kupol, ki pomagajo zagotoviti prezračevanje in svetlobo; »stavba je ena najbolje naravno osvetljenih katedral v Ameriki«. Ljudem je bila ponujena možnost, da so pokopani pod stolnico, s čimer so pomagali financirati gradnjo in vzdrževanje stavbe.

## Zgodovinska vrednost
Stolnica ima zgodovinsko vrednost kot prva škofija katoliške cerkve v Nikaragvi, ustanovljena leta 1531 in zato ena najstarejših škofij v Ameriki. Trenutno je sedež škofije León.
Pod stolnico v kriptah, namenjenih preživetju potresov, počivajo posmrtni ostanki 27 ljudi, med njimi 10 škofov, 5 duhovnikov, ugledni voditelj osamosvojitvenega gibanja, trije pesniki, glasbenik, šest uglednih in suženj.
Tu so pokopani ugledni ljudje Nikaragve, kot so Miguel Larreynaga, pesniki Rubén Darío, Salomón de la Selva in Alfonso Cortés, glasbenik José de la Cruz Mena, zdravnik Luis H. Debayle, profesor Edgardo Buitrago, prvi škof Leóna in zadnji škof celotne Nikaragve, monsinjor Simeón Pereira ter škof Castellón in duhovnik Marcelino Areas.
Grobnica Daría, očeta modernističnega gibanja v španski književnosti in velja za princa kastiljskega pisanja, je ob vznožju kipa San Pabla.
Na začetku 20. stoletja je škof monsinjor Simón Pereira y Castellón (isti, ki je vodil pogreb Daría 13. februarja 1916) naročil granadskemu kiparju Jorgeju Navasu Cordoneru, naj naredi kip Device Marije, ki krona osrednji pediment fasade in atlante med zatrepom in stolpoma. Navas je izklesal tudi neoklasicistične kipe dvanajstih apostolov ob stebrih osrednje ladje, leva iz Darijeve grobnice, zelo podobnega levu iz Luzerna v Švici (izklesal ga je danski kipar Bertel Thorvaldsen, 1770–1844), kip Kristusa, ki označuje grob monsinjorja Pereira, in več drugih okraskov znotraj katedrale in njene kapele sakrarija.
- Katedrala v Leónu leta 1852[3]
- Leónska stolnica leta 1900
- Stolnica leta 1907
- Stolnica leta 1924
- Notranjost stolnice, 1927

Tu je tudi del prvotnega križa, na katerem je Jezus umrl.

## Svetovna dediščina
Zaradi velike umetniške, kulturne in zgodovinske vrednosti jo je 28. junija 2011 Organizacija Združenih narodov za izobraževanje, znanost in kulturo (UNESCO) uvrstila v kategorijo svetovne dediščine in je bila druga v zgodovini te države.
UNESCO je v svoji izjavi nikaragovsko arhitekturno znamenitost opisal takole:
Stolnica v mestu León v Nikaragvi je bila zgrajena med letoma 1747 in začetkom 19. stoletja po načrtih gvatemalskega arhitekta Diega Joséja de Porresa Esquivela. Izraža prehod iz baročne v neoklasicistično arhitekturo in njen slog lahko štejemo za eklektičnega. Za stolnico je značilna treznost notranje opreme in obilica naravne svetlobe. Obok svetišča je zelo bogato okrašen. Ima v svoji notranjosti pomembna umetniška dela, vključno s flamskim oltarjem in slikami 14 postaj Via Crucis nikaragevskega umetnika Antonia Sarria.